# هاستیناپور
هاستیناپور (به انگلیسی: Hastinapur) یک منطقهٔ مسکونی در هند است که در اوتار پرادش واقع شده‌است. هاستیناپور ۲۱٬۲۴۸ نفر جمعیت دارد و ۲۰۲ متر بالاتر از سطح دریا واقع شده‌است.